# Children of the Damned
Children of the Damned (en España Los hijos de los malditos, en Hispanoamérica El germen de las bestias) es una película de ciencia ficción dirigida por Anton Leader en 1964, secuela de la película El pueblo de los malditos de 1960. Se trata de un grupo de niños con psico-poderes similares a los de la película anterior, pero que permite una interpretación opuesta de los niños, una forma más buena y más pura del ser humano en lugar de ser malvados o extraterrestres.

## Argumento
Seis niños son identificados por un equipo de la UNESCO que investigan su desarrollo. Los niños tienen poderes extraordinarios del intelecto y son capaces de completar un rompecabezas difícil en exactamente la misma cantidad de tiempo. 
El psicólogo británico Tom Lewellin (Ian Hendry) y el genetista David Neville (Badel) están interesados en Paul, un chico de Londres, cuya madre Diana (Allen) odia claramente al niño e insiste en que ella nunca fue tocada por hombre alguno. Esto se desestimó inicialmente como histeria y se da a entender que es una mujer de baja moral. Pero después de un tiempo los dos hombres se dan cuenta de que los seis niños nacieron sin un padre y también tienen poderes telepáticos. 
Los niños, de diferentes países - China, India, Nigeria, la Unión Soviética, los EE. UU. y el Reino Unido, son llevados a Londres para un estudio colectivo de su inteligencia avanzada. Sin embargo, escapan de sus embajadas y se reúnen en una iglesia abandonada en Southwark, Londres. Intermitentemente toman el control mental de la tía de Paul (Ferris) para ayudarles a sobrevivir en la iglesia abandonada. Mientras tanto, los militares debaten si los destruyen o no. Los niños han demostrado capacidad de telequinesis y construyen una máquina compleja que utiliza ondas sonoras como arma defensiva, la cual mata a varios funcionarios del gobierno y soldados. Pero los militares se dan cuenta de que sólo se defienden cuando son atacados. Luego de que el psicólogo Tom Lewellin hace una súplica apasionada pidiendo al grupo que regresen a sus respectivas embajadas, los niños obedecen pero asesinan a personal de la embajada y funcionarios militares antes de regresar a la iglesia. 
Lewellin insta al gobierno a dar un margen de maniobra a los niños. Sin embargo, su equipo de científicos observa la diferencia entre una célula de sangre humana normal y las células de uno de los niños, dando a entender con ello que los niños no son humanos y que están destinados a convertirse en una amenaza para la raza humana. 
Cuando las autoridades tratan de tomar el control de los niños, estos se ven obligados a protegerse a sí mismos. A medida que la situación se agrava en un enfrentamiento final entre los militares y los niños, uno de los científicos postula que la teoría de los niños siendo extraterrestres era incorrecta y que las células de los niños son de hecho humanas, pero adelantadas por un millón de años. Mientras tanto, los niños también han llegado a la decisión de que su presencia es incompatible, y por lo tanto tienen la intención de bajar sus defensas y sacrificarse. El comandante militar reconoce que se ha cometido un error y cancela la orden de ataque. Pero el comando se activa accidentalmente gracias a un destornillador, una de las más simples de las máquinas del hombre. La iglesia es destruida y los hijos de los condenados mueren.

## Reparto
- Ian Hendry como el coronel Tom Lewellin.
- Alan Badel como Dr. David Neville.
- Barbara Ferris como Susan Eliot.
- Alfred Burke como Colin Webster.
- Sheila Allen como Diana Looran.
- Ralph Michael como ministro de Defensa.
- Patrick Wymark como Comandante.
- Martin Miller como el profesor Gruber.
- Harold Goldblatt como Harib.
- Patrick White como el Sr. Davidson
- André Mikhelson como funcionario ruso.
- Bessie Love como la señora Robbins, la abuela de Marcos.
- Clive Powell como Paul.
- Yugo-Moon Lee como Mi Ling.
- Roberta Rex como Nina.